# Andy Bower
Andy Bower (tussen 1960 en 1970) is een Brits informaticus.  
Van 1997 tot 2005 werkte hij bij Object Arts, waar hij samen met zijn collega Blair McGlashan de programmeertaal Dolphin Smalltalk ontwikkelde.
Sinds 2007 houdt hij zich bezig met het ontwerpen en gebruiken van systemen om aandelen en andere financiële activa te verhandelen.

## Publicaties
- Andy Bower en Blair McGlashan, Twisting the Triad[dode link] (2000)